# 中田亮二
中田 亮二（なかた りょうじ、1987年11月3日 - ）は、大阪府八尾市出身の野球選手（内野手）。右投左打。JR東海硬式野球部所属。

## 経歴

### プロ入り前
幼少時に3学年上の兄の影響で野球に憧れるが、小学校の野球クラブが4年生以上でないと入部できない規定だったため、小学3年生でも入部できたソフトボールクラブに入る。4年生になると野球クラブにも入部しソフトボールと掛け持ちしていた。中学校は大阪の八尾市立龍華中学校に通い野球部に所属。この時は準硬式野球で、ポジションもキャッチャーだった。
2004年、明徳義塾高等学校2年夏の第86回全国高等学校野球選手権大会で横浜高校の涌井秀章から本塁打を含む3安打を放ち注目を浴びる。3年時の夏は松下建太らと共に高知大会を突破したものの、他部員の不祥事が発覚したために大会直前にチームは出場を辞退した。高校通算44本塁打。「ブーちゃん」というニックネームは同校野球部監督の馬淵史郎によって1年時に命名され、以降この名が定着することとなる。
2006年、亜細亜大学。亜大入学後は柔らかい打撃を武器に1年春からレギュラーを獲得。コンスタントに打ち続け、大学4年時の2009年10月13日の東洋大学1回戦で史上14人目のリーグ戦通算100安打を達成した。通算97試合出場、370打数103安打、打率.278、9本塁打、42打点。大学4年春までにベストナインに4度選ばれ、同期の中原恵司（大学通算9本塁打）らと大学日本代表でも活躍した。
明るい性格でチームを盛り上げ、最終学年では主将を務めている。打撃のテーマは『軸回転』で、ホームランよりもヒットを打ち、ベースにスライディングして得点する方がカッコいいと語っている。
2009年のドラフト会議で中日ドラゴンズから3位指名を受ける。

### プロ入り後
2010年、7月に一軍初出場と初安打を記録したが、同年はその1安打に終わった。なおクライマックスシリーズ・ファイナルステージでは第3戦から登録され、第4戦では9回に代打で登場し、四球を選び、和田一浩のサヨナラ適時打で日本シリーズ出場を決める決勝ホームを踏んだ。これは中田のプロ入り初得点でもあった。また、千葉ロッテマリーンズとの日本シリーズでは、第3戦（千葉マリンスタジアム）に6番指名打者で先発出場。このときは無安打だったものの、ナゴヤドームに戻った第6戦に代打で出場し、日本シリーズ初ヒットとなる二塁打を打った。クライマックスシリーズ終了後、中田はチームメイトとともに右翼席のファンに挨拶に向かうが、その途中「中田がジャンプをするとその衝撃でチームメイトが全員コケる」というパフォーマンスを行った。発案したのはサヨナラ打の和田で、彼によれば「プリンス・フィルダーがサヨナラホームランを打った時にやったパフォーマンスを参考にしたもので、本当は中田がサヨナラホームランを打った時にやる予定だった」という。
2011年、7月29日の対広島東洋カープ戦（MAZDA Zoom-Zoom スタジアム広島）でプロ初先発出場し、ブライアン・バリントンからプロ初打点となるフェンス直撃の適時二塁打を放った。二軍では同僚の柳田殖生との最終戦までもつれた競争の末、リーグ首位打者は逃した。
2013年、故障に泣き、23試合の出場で打率.238、本塁打と打点はゼロに終わった。10月17日に右肘の手術を受け、骨棘と遊離体などを除去した。
2014年、10月1日に球団から戦力外通告を受ける。12月2日、自由契約公示された。

### 中日退団後
JR東海に入社、社会人野球に転じてプレーを続けることとなった。
2016年の学生野球資格回復研修を受講したうえで、翌2017年2月7日に日本学生野球協会より学生野球資格回復の適性認定を受けたことにより、学生野球選手への指導が可能となった。
2017年シーズンからは主将を務める。

## 選手としての特徴
巨漢ながら広角に打ち分ける打撃センスを持ち、50メートルを6.4秒、一塁到達4.14秒で走るスピードも持ち合わせている。また高校時代に1週間でバック転をマスターするなど器用で身軽な一面もある（ただしプロ入り後は「ケガしちゃいけないので試してません」とのこと）。
守備では一塁手が本職であるが、2012年に三塁手、2013年には外野手の守備練習も行っている。

## 人物
ニックネームは「ブーちゃん」。体重115kg（2010年シーズン公称値）は日本人選手で1番体重のある選手とされた。
本人曰く「自分は利き手がわからない」。野球の時は右投げだが「ドッジボールのような大きな球は左のほうが投げやすい」ほか、「鉛筆は右だが包丁やはさみは左」とのこと。

## 詳細情報

### 年度別打撃成績
| 年 度     | 球 団     | 試 合 | 打 席 | 打 数 | 得 点 | 安 打 | 二 塁 打 | 三 塁 打 | 本 塁 打 | 塁 打 | 打 点 | 盗 塁 | 盗 塁 死 | 犠 打 | 犠 飛 | 四 球 | 敬 遠 | 死 球 | 三 振 | 併 殺 打 | 打 率 | 出 塁 率 | 長 打 率 | O P S |
| --------- | --------- | ----- | ----- | ----- | ----- | ----- | -------- | -------- | -------- | ----- | ----- | ----- | -------- | ----- | ----- | ----- | ----- | ----- | ----- | -------- | ----- | -------- | -------- | ----- |
| 2010      | 中日      | 9     | 9     | 9     | 0     | 1     | 0        | 0        | 0        | 1     | 0     | 0     | 0        | 0     | 0     | 0     | 0     | 0     | 1     | 0        | .111  | .111     | .111     | .222  |
| 2011      | 中日      | 26    | 50    | 46    | 1     | 11    | 1        | 0        | 0        | 12    | 2     | 1     | 0        | 1     | 0     | 2     | 0     | 1     | 12    | 3        | .239  | .286     | .261     | .547  |
| 2012      | 中日      | 6     | 4     | 4     | 0     | 1     | 0        | 0        | 0        | 1     | 1     | 0     | 0        | 0     | 0     | 0     | 0     | 0     | 0     | 0        | .250  | .250     | .250     | .500  |
| 2013      | 中日      | 23    | 25    | 21    | 1     | 5     | 1        | 0        | 0        | 6     | 0     | 0     | 0        | 1     | 0     | 3     | 0     | 0     | 2     | 0        | .238  | .333     | .286     | .619  |
| 2014      | 中日      | 16    | 22    | 19    | 2     | 2     | 2        | 0        | 0        | 4     | 0     | 0     | 0        | 1     | 0     | 0     | 0     | 2     | 4     | 0        | .105  | .190     | .211     | .401  |
| 通算：5年 | 通算：5年 | 80    | 110   | 99    | 4     | 20    | 4        | 0        | 0        | 24    | 3     | 1     | 0        | 3     | 0     | 5     | 0     | 3     | 19    | 3        | .202  | .262     | .242     | .504  |

### 年度別守備成績
| 年 度 | 球 団 | 一塁  | 一塁  | 一塁  | 一塁  | 一塁  | 一塁     |
| 年 度 | 球 団 | 試 合 | 刺 殺 | 補 殺 | 失 策 | 併 殺 | 守 備 率 |
| ----- | ----- | ----- | ----- | ----- | ----- | ----- | -------- |
| 2011  | 中日  | 10    | 73    | 3     | 2     | 6     | .974     |
| 2012  | 中日  | 5     | 14    | 1     | 0     | 0     | 1.000    |
| 2013  | 中日  | 4     | 14    | 1     | 0     | 2     | 1.000    |
| 2014  | 中日  | 4     | 10    | 0     | 0     | 1     | 1.000    |
| 通算  | 通算  | 23    | 111   | 5     | 2     | 9     | .983     |

### 記録
- 初出場：2010年7月20日、対横浜ベイスターズ13回戦（ナゴヤドーム）、10回裏に岩瀬仁紀の代打で出場
- 初打席：同上、10回裏に真田裕貴から二塁ゴロ
- 初安打：2010年7月21日、対横浜ベイスターズ14回戦（ナゴヤドーム）、6回裏に吉見一起の代打で出場、弥太郎から中前安打
- 初先発出場：2011年7月29日、対広島東洋カープ10回戦（MAZDA Zoom-Zoom スタジアム広島）、6番・一塁手で先発出場
- 初打点：同上、6回表にブライアン・バリントンから左越適時二塁打
- 初盗塁：2011年8月27日、対横浜ベイスターズ18回戦（横浜スタジアム）、4回表に二盗（投手：国吉佑樹、捕手：細山田武史）

### 背番号
- 50 （2010年 - 2014年）